# Robert Almer
Robert Almer (Bruck an der Mur, Àustria, 20 de març de 1984), és un futbolista professional austríac. Juga de porter. Ha jugat a l'Àustria de Viena de la Bundesliga (Àustria).

## Internacional
Ha estat internacional amb la Selecció de futbol d'Àustria Sub-21.

## Clubs
| Club                    | País     | Any       |
| ----------------------- | -------- | --------- |
| SC Untersiebenbrunn     | Àustria  | 2002-2003 |
| SC Rheindorf Altach     | Àustria  | 2004      |
| DSV Leoben              | Àustria  | 2004-2005 |
| FK Austria Wien Amateur | Àustria  | 2005-2006 |
| SV Mattersburg          | Àustria  | 2006-2008 |
| Àustria Viena           | Àustria  | 2008-2011 |
| Fortuna Düsseldorf      | Alemanya | 2011-2013 |
| Energie Cottbus         | Alemanya | 2013-2014 |
| Hannover 96             | Alemanya | 2014-2015 |
| Àustria de Viena        | Àustria  | 2015-act  |

## Palmarès

### Campionats nacionals
| Títol          | Club          | País    | Any  |
| -------------- | ------------- | ------- | ---- |
| Copa d'Àustria | Àustria Viena | Àustria | 2009 |